# خایمه گونسالس
خایمه گونسالس (اسپانیایی: Jaime González‎; ۱ آوریل ۱۹۳۸ – ۱۹۸۵) بازیکن فوتبال اهل کلمبیا بود.
از باشگاه‌هایی که در آن بازی کرده‌است می‌توان به باشگاه فوتبال دپورتیوو پریرا، باشگاه فوتبال آمریکا ده کالی، و باشگاه فوتبال میلوناریوس اشاره کرد.
وی همچنین در تیم ملی فوتبال کلمبیا بازی کرده‌است.